# Qwara (woreda)
Pour les articles homonymes, voir Qwara.
Qwara est l’un des 105 woredas de la région Amhara, en Éthiopie.